# 冈塘错
冈塘错（藏語：རྐང་ཐང་མཚོ།，威利转写：rkang thang mtsho，THL：Kangtang Tso）位于中国西藏自治区那曲市尼玛县境内，地处尼玛县西部，岗塘达哇丘尼山西麓。湖面海拔4866米，面积11.3平方公里。湖区气候寒冷干燥，年均气温-6℃，年均降水量100～150毫米。湖水主要靠冰雪融水补给，集水区面积543.7平方公里。